# Stettin byområde
 Stettin Byområde – Byområde i Polen, i zachodniopomorskie voivodskab. 

## Befolkning og areal
- befolkning: 777.000
- areal: 6259,8 km²

## Byer
- Szczecin (Stettin)
- Stargard Szczeciński
- Police
- Gryfino
- Goleniów
- Pyrzyce
- Nowogard
- Ueckermünde (Tyskland)
- Pasewalk (Tyskland)
- Eggesin (Tyskland)
- Maszewo
- Chociwel
- Dobrzany
- Ińsko
- Suchań
- Cedynia
- Chojna
- Mieszkowice
- Moryń
- Trzcińsko-Zdrój
- Gartz (Oder) (Tyskland)
- Penkun (Tyskland)
- Nowe Warpno
- Stepnica

## Industri
- skibsværft i Szczecin
- kemifabrik i Police

## Flodhavne
- flodhavn i Szczecin
- flodhavn i Police
- flodhavn i Trzebież
- flodhavn i Stepnica

## Lufthavn
- Lufthavn i Goleniów

## Galleri
- Wolińska Byport i Goleniów
- Bymur i Stargard Szczeciński
- Rådhuset i Nowe Warpno
- Havnen i Stettin, i 1900
- Oder i Stettin
- Forhenværende benzin-fabrik (Hydrierwerke Pölitz – Aktiengeselschaft) - ruin i Police, Polen
- Et kontor af Powiat Policki i Police
- Fiskerihavnen i Trzebież
- Stettin: Nabrzeże Wieleckie